# Where Did You Sleep Last Night
"Where Did You Sleep Last Night", một bài hát cũng được biết đến với tên "In The Pines" và "Black Girl", là một bài hát dân ca của Mỹ có sớm nhất là vào khoảng những năm 1870, được coi là có nguồn gốc từ phía Nam của Appalachian. Tác giả của bài hát hiện vẫn chưa xác định được là ai, nhưng bài hát đã được biểu diễn bởi rất nhiều nghệ sĩ như Leadbelly, Bill Monroe, Doc Watson, Pete Seeger, Bob Dylan, Chet Atkins, The Grateful Dead, Connie Francis, Mark Lanegan, Nirvana, Dolly Partonvà Smog.

## Lịch sử ban đầu
Cũng giống như nhiều bài dân ca khác, "Where Did You Sleep Last Night" đã được truyền khẩu qua nhiều thế hệ. Phiên bản đầu tiên của bài hát đã được Cecil Sharp biên tập và cho in vào năm 1917 chỉ có 4 câu và một giai điệu. Vào năm 1925, một phiên bản bài hát đã được một nhà sưu tầm dân ca thu âm bằng phonograph cylinder và những năm tiếp theo nhiều ban nhạc đã trình diễn bài hát này.

## Những phiên bản đáng nhớ

### Leadbelly
Theo nhà âm nhạc học Alan Lomax, nhạc sĩ dân ca người Mỹ Leadbelly đã học bài "Where Did You Sleep Last Night" từ phiên bản được in vào năm 1917 và bản thu âm năm 1925. Leadbelly đã làm cho bài hát trở nên phổ biến hơn, đã thu âm hơn nửa tá phiên bản từ năm 1944 đến năm 1948 mà phần lớn các bài hát mang tên là "Black Girl" (hay "Black Gal").
Bản biên tập đầu tiên của Leadbelly được Musicraft Records thu âm ở Thành phố New York vào tháng 2 năm 1944 được cho rằng là bản quen thuộc nhất của anh.

### Bob Dylan
Bài hát cũng đã được trình diễn bởi ca sĩ, nhạc sĩ người Mỹ, Bob Dylan, vào ngày 4 tháng 11 năm 1961 tại Carnegie Chapter Hall ở Thành phố New York. Dylan cũng đã hát lại bài này vào ngày 12 tháng 1 năm 1990 tại Toad's Place ở New Haven, Connecticut.

### The Grateful Dead
Bài hát được thu âm bởi ban nhạc rock Mỹ, The Grateful Dead, vào ngafy 17 tháng 7 năm 1966. Nó có tên là "In The Pines" trong băng nhạc The Golden Road năm 2001 của họ. Phiên bản đầy trữ tình của họ thực sự đã đại diện cho các dị bản khác của bài hát. (Xem phần: Lời bài hát).

### Mark Lanegan
Một phiên bản chơi ghi ta điện của bài "Where Did You Sleep Last Night" được thu âm vào tháng 8 năm 1989 bởi Mark Lanegan thuộc ban nhạc rock Mỹ The Screaming Trees. Nó cũng được xuất hiện trong album đầu tay The Winding Sheet của anh vào năm 1990.

### Nirvana

Promo single from Nirvana's 1994 album MTV Unplugged in New York.

"Where Did You Sleep Last Night" là một bài hát được công diễn bởi ban nhạc rock Mỹ Nirvana trong thập kỷ 90.
ca sĩ, tay chơi ghi ta Kurt Cobain đã được Lanegan giới thiệu về bài hát này và thậm chí anh còn chơi ghi ta cho phiên bản bài hát này của Lanegan. Cũng giống như Lanegan, Cobain thường gào lên trong phần cuối của phiên bản này.
Cobain đã nhận được những lời khen ngợi với cách chơi nhạc cụ thường trong buổi diễn MTV Unplugged của Nirvana vào năm 1993. Bài hát này đã được phát hành trong album MTV Unplugged in New York của ban nhạc sau khi Cobain chết (và ở mặt B đĩa đơn nó có tên là Pennyroyal Tea) vào năm tiếp theo.
Sau khi xem trình diễn của Cobain trong Unplugged, Lanegan đã coi nó là "đích đến" vì tốt hơn phiên bản của anh. Thật nực cười vì kế hoạch ban đầu của Cobain chỉ là muốn trình diễn bài hát với Lanegan.
Bài hát của Cobain được Allen Ginsberg, một nhà thơ người Mỹ, gọi là "một phiên bản...của một nghệ sĩ tuyệt vời", và nói rằng nó "hay như bài hát của Leadbelly".  Lưu trữ ngày 4 tháng 11 năm 2005 tại Wayback Machine
Một bản solo bài hát này ở nhà Cobain đã được thu âm năm 1990 có trong hộp băng của ban nhạc năm 2004 mang tên là With the Lights Out. Bài hát không có phần kêu gào ở cuối bài như các phiên bản sau này.

### Dolly Parton
Một phiên bản bài hát đã được thu âm bởi ca sĩ hát nhạc đồng quê Dolly Parton vào năm 1994. Bài hát có tên là "In The Pines" trong album thu trực tiếp năm 1994 Heartsongs: Live From Home.
"Bài này rất dễ đánh, hát và đầy xúc cảm", Parton đã nói về bài hát như vậy, cô đã học bài này từ các thành viên lớn tuổi hơn trong gia đình mình. "Một bài hát hoàn hảo cho những người đơn giản"

## Xuất hiện

### Trên phim
- Một vài câu trong bài đã được Sissy Spacek hát trong khi đang đóng vai Loretta Webb/Lynn trong bộ phim Coal Miner's Daughter năm 1980.
- Phiên bản bài hát của Leadbelly đã xuất hiện trong một bộ phim kinh dị năm 1997 có tên là I Know What You Did Last Summer.

### Trong kịch
- Bài hát có trong vở kịch A Taste of Honey năm 1958, vở kịch do nhà soạn kịch người Anh Shelagh Delaney viết. Nhân vật Josephine đã hát bài này và thay "black girl" bằng từ "black boy". "Black boy" trong vở kịch chính là Jimmy, một thủy thủ người da đen đã làm cho cô có thai sau một đêm ở với nhau, mặc dù anh đã bỏ đi nhưng Josephine vẫn còn yêu anh ta.

## Lời bài hát
Phiên bản được in đầu tiên vào năm 1917:
- Black girl, black girl, don't lie to me

Where did you stay last night?
I stayed in the pines where the sun never shines
And shivered when the cold wind blows.
Leadbelly đã tạo nên 2 phiên bản khác nhau của bài hát này. Một bài dài hơn tên là Black Girl và phiên bản kia có tên là Where Did You Sleep Last Night.
Phiên bản "Black Girl" của Leadbelly:
- Black girl, black girl, don't lie to me,

Tell me where did you sleep lastnight?
In the pines, in the pines, where the sun never shines,
I would shiver the whole night through.
- Black girl, black girl, where will you go?

I'm goin' where the cold wind blows
In the pines, in the pines, where the sun never shines,
I would shiver the whole night through
- Black girl, black girl, don't lie to me,

Tell me where did you sleep lastnight?
In the pines, in the pines, where the sun never shines,
I would shiver the whole night through
- My husband was a real old man,

Killed a mile and a half from here
His head was found in a driver's wheel,
And his body haven't never been found
- Black girl, black girl, where will you go?

I'm goin' where the cold wind blows
You caused me to weep, and you caused me to moan,
You caused me to leave my home
Phiên bản "Where Did You Sleep Last Night" của Leadbelly:
- My girl, my girl, don't lie to me

Tell me, where did you sleep last night?
(Come on and tell me, baby).
In the pines, in the pines, where the sun don't ever shine
I would shiver the whole night through.
- My girl, my girl, where will you go?

I'm going where the cold wind blows
(Where's that, baby?)
In the pines, in the pines, where the sun don't ever shine
I would shiver the whole night through.
- My girl, my girl, don't you lie to me

Tell me, where did you sleep last night?
(Come on and tell me something about it).
In the pines, in the pines, where the sun don't ever shine
I would shiver the whole night through.
(Shiver for me now).
(Uh-huh).
(What happened down there?)
- My husband was a hard-working man

Killed a mile and a half from here
(What happened to him?)
His head was found in a driver wheel
And his body haven't never, never been found.
- My girl, my girl, don't you lie to me

Tell me, where did you sleep last night?
(Come on and tell me something about it).
In the pines, in the pines, where the sun don't ever shine
I would shiver the whole night through.
Phiên bản của Kurt Cobain
- My girl, my girl, don't lie to me

Tell me, where did you sleep last night?
In the pines, in the pines, where the sun don't ever shine
I would shiver the whole night through.
- Her husband was a hard-working man

Just about a mile from here
His head was found in the driver's wheel
But his body never was found.
- My girl, my girl, where will you go?

I'm going where the cold wind blows
In the pines, in the pines, where the sun don't ever shine
I would shiver the whole night through.
Một vài phiên bản của bài hát còn đề cập đến một tai tạn tàu hoả tiền định với những dòng sau "The longest train I ever saw/ Went down the Georgia line"; sự đa dạng này còn làm cho lời bài hát được viết thành "The Longest Train":
- The Longest train I ever saw

Went down that Georgia line
The engine passed at 6 o'clock
The cab passed by at 9.
- In the pines, in the pines, where the sun never shines

And we shiver when the cold wind blows.
- I asked my captain for the time of day

He said he throwed his watch away
A long steel rail and a short crosstie
I'm on my way back home.
- Little girl, little girl, what have I done

That makes you treat me so?
You caused me to weep, you caused me to moan
You caused me to leave my home.